# Percentageregeling beeldende kunst

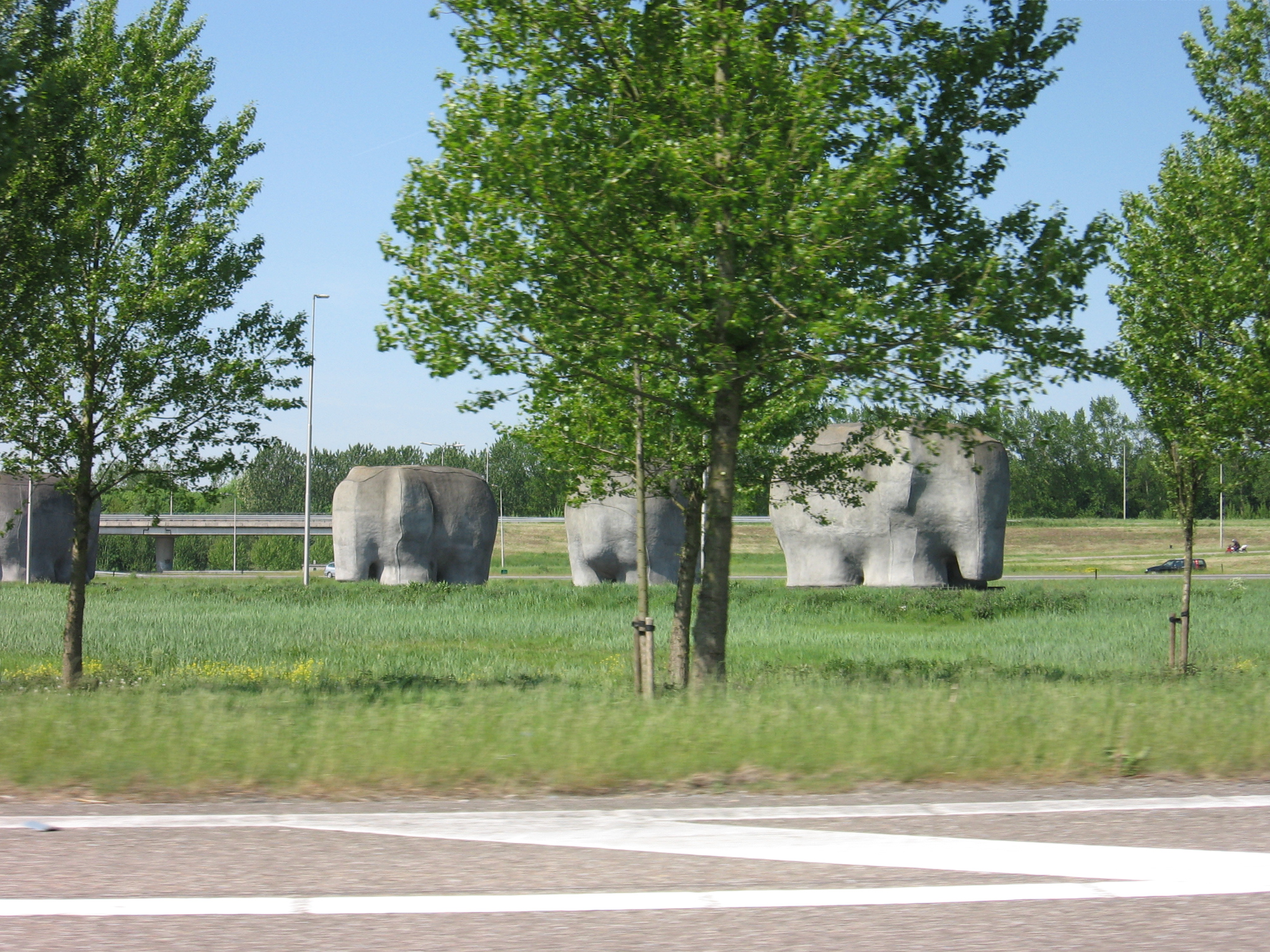
Resultaat percentageregeling: 'Olifanten' van Tom Claassen bij Knooppunt Almere

De percentageregeling voor beeldende kunst is een Nederlandse regeling die inhoudt dat bij nieuwbouw, verbouw of koop van rijksgebouwen door of in opdracht van het Rijksvastgoedbedrijf, kunst zal worden toegepast. De regeling wordt toegepast indien de totale bouwkosten groter zijn dan € 1.000.000,-.
Gemeenten en provincies kennen vaak vergelijkbare regelingen ter bevordering van de kunst in of bij hun gebouwen.

## Geschiedenis
In 1951 werd op initiatief van het Ministerie van Onderwijs, Kunsten en Wetenschappen de kern van de huidige percentageregeling voor gebouwen in beheer van de Rijksgebouwendienst vastgesteld. Voor de decoratieve aankleding van belangrijke, representatieve gebouwen werd voortaan 1,5 % van de nieuwbouwsom gereserveerd. De Rijksoverheid preciseerde en actualiseerde de regeling voor de eerste keer in 1963 via de officiële brochure Decoratieve aankleding van rijksgebouwen en scholen (uitgave ministerie van OK&W). In 1974 werd door de Raad van Cultuur voor de minister van Cultuur, Recreatie en Maatschappelijk Werk
(CRM) het Rapport van de studiecommissie Percentageregelingen opgesteld. Als vervolg daarop werd door de minister de Werkgroep Beeldende Kunst Rijksgebouwen in het leven geroepen (Commissie Gruijters), die in 1977 de Nota Kunst bij Rijksgebouwen presenteerde. De toepassing van de Rijksregeling werd daarmee verbreed. Deze opzet van de Rijksregeling is tot op heden min of meer ongewijzigd in stand gebleven. De uitwerking van de Percentageregeling is het meest recent in 2009 beschreven in het handboek Percentageregeling beeldende kunst versie 1.1. Het percentage staat niet meer vast op 1 of 1,5%, maar is gekoppeld aan de omvang van de bouwsom.
Ter gelegenheid van het 60-jarig bestaan van de percentageregeling is het resultaat (ruim 2500 kunstwerken) vastgelegd in het boek In Opdracht.

## Voorbeelden
Enkele kunstwerken die tot stand kwamen in het kader van de regeling:
- 1953 - Landbouw en veeteelt in Groningen
- 1980 - De Waslijn aan de nieuwe Willemsbrug in Rotterdam
- 2000 - De Olifanten van Almere (bij knooppunt Almere)
- 2008 - Sportdomes Detentieboten in Zaandam (Willem van der Sluis)
- 2011 - The Ballast Project voor Het Scheepvaartmuseum te Amsterdam (Nathan Coley)